# Béla Szilárd
Béla Szilárd   (Mezőberény, 20 de gener de 1884 - París, 2 de juny de 1926) va ser un químic i físic hongarès que va treballar amb Marie Curie en la radioactivitat.
El 1914 va proposar millorar l'eficiència dels parallamps posant radi a la seva punta.
Llicenciat en farmàcia el 1904 a la Universitat de Budapest, es va interessar per la radioactivitat i es va convertir en investigador per lliure (amb una beca hongaresa), el 1907, al laboratori de Marie Curie. Va romandre allà fins al 1910. El 1912 va crear Laboratori de Productes Radioactius, una petita empresa que produïa electròmetres. Va passar la Primera Guerra Mundial a Espanya, a la Universitat de Madrid on va romandre fins al 1920 i després va tornar a París.
Va morir el 1926 als 42 anys.